# Mesochorus extensator
Mesochorus extensator là một loài tò vò trong họ Ichneumonidae.